# Christian von Eggers

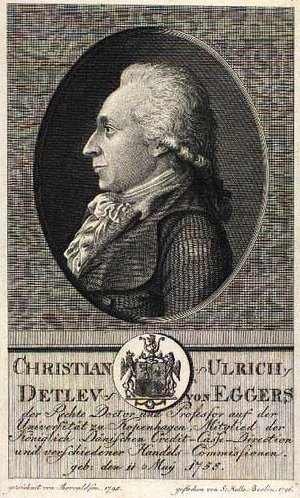

Christian Ulrich Detlev von Eggers, ab 1806 Freiherr von Eggers (* 11. Mai 1758 in Itzehoe; † 21. November 1813 in Kiel), war ein Politiker und Staatsmann, Kameralist, dänisch-holsteinischer Beamter und Oberpräsident der Stadt Kiel.

## Familie
Er entstammte einer Hamburger Familie, deren direkte Stammreihe mit dem Glaser Henning Eggers beginnt, seit 1619 Bürger in Hamburg. Christians Vater Hinrich Friedrich Eggers, königlich dänischer Konferenzrat und Vizekanzler zu Glücksburg (Ostsee), wurde am 3. Januar 1790 in Wien in den Reichsadelsstand erhoben.
Eggers heiratete 1790 in Kopenhagen seine erste Ehefrau Joh. Ernestine (1773–1797). Ihr Vater war Balthasar Münter und ihre Schwester Friederike Brun. Nach dem Tod seiner Frau heiratete er 1799 in Kopenhagen 1799 Antoinette Frieder. de Bang (1774–1851). Der deutsche Bankier und Politiker Hjalmar Schacht war sein Urgroßenkel.
Christian von Eggers wurde am 21. April 1806 in Wien als königlich dänischer Staatsrat und Ober-Prokureur bei der Deutschen Kanzlei in den Reichsfreiherrnstand erhoben.

## Leben
Eggers studierte von 1776 bis 1783 an den Universitäten Kiel, Leipzig, Halle und Göttingen Rechts- und Staatswissenschaften und trat anschließend in Kopenhagen in den dänischen Staatsdienst. 1785 wurde er zum Professor der Kameralwissenschaften berufen und 1788 zum Professor der Rechte. Daneben wurde er zu Arbeiten in finanziellen Kommissionen herangezogen und vertrat 1797–1798 als Legationsrat Dänemark auf dem Rastatter Kongress.
Eggers schreibt hierzu:
„Vom 9. Dez. 1797 bis 23. April 1799 wurde hier gemäß dem Frieden von Campo Formio ein Friedenskongreß zur Ordnung der deutschen Reichsangelegenheiten und zur Entschädigung der Reichsfürsten, welche ihre Gebiete links des Rheins verloren, gehalten. Die ganze fruchtlose Verhandlung bot das klägliche Schauspiel deutscher Zwietracht neben französischem Übermut. Österreich, das inzwischen mit Russland und England eine neue Koalition gegen Frankreich geschlossen hatte, löste endlich den Kongress auf.“
Eggers besaß die Gunst des Ministers Andreas Peter von Bernstorff, dessen Ansichten er teilte und dem er eine tiefe Verehrung zollte. In seinem Sinn wirkte er für humane Reformen und betrieb namentlich die Aufhebung der Leibeigenschaft in Schleswig-Holstein, zu dessen Oberprokurator er 1801 ernannt wurde.
Auch um die Kriminalgesetzgebung und die Strafanstalten in den Herzogtümern machte er sich verdient. Wegen seiner Bemühungen für die Reform der österreichischen Gesetzgebung 1806 wurde er in den Freiherrenstand erhoben und 1813, wenige Monate vor seinem Tod, zum Oberpräsidenten der Stadt Kiel ernannt.

## Werke (Auswahl)
- Probierstein für echte Freimaurer. Kopenhagen 1786, 2 Bde.
- Skizze und Fragmente einer Geschichte der Menschheit. Kopenhagen 1803–1804, 3 Bde.
- Beschreibung von Island. Kopenhagen 1786
- Denkwürdigkeiten der französischen Revolution. Kopenhagen 1794–1807, 6 Bde.
- Memoiren über die dänischen Finanzen. Hamburg 1800–1801, 2 Bde.
- Bemerkungen auf einer Reise durch das südliche Deutschland, den Elsaß und die Schweiz in den Jahren 1798 und 1799. Kopenhagen 1801–1806, 6 Bde.
- Reise durch Franken, Baiern, Oesterreich, Preußen und Sachsen. Leipzig 1810, 4 Bde.